# Ossidagã
Ossidagã ou Osi dagan (iorubá osi, "esquerda", "dagan da esquerda") ou popularmente Sidagã  nome de um posto no Candomblé exclusivamente feminino dedicado a auxiliar a Iamorô a Iamorô pode ter duas auxiliares, a ossidagã (esquerda) e a otundagã (direita), a ossidagã funciona como um segundo auxiliar ou segundo substituto direto do sacerdote.:1312
Os cargos abaixo apenas da Ialorixá ou babalorixá, são para auxiliar nas funções diárias e inclusive substituir em caso de ausência temporária do sacerdote.:1312 Em 1935, chefiaram o terreiro Ilê Axé Opô Afonjá na ausência da Ialorixá Mãe Aninha, a irmã de santo Fortunata dagã do terreiro, Silvana sua filha, a iamorô e Mãe Senhora de Oxum, a ossidagã.